# Caj Jung
Caj Jung ( (további névváltozatok: C’ai Jung, Caj Po-csie;, 133 – 199) kínai zenész, tudós, író, kalligráfus, matematikus, csillagász.

## Élete
Gazdag szülők gyermeke volt, családja arról is nevezetes volt, hogy már három generáció óta egyben tartotta birtokait. Az ő lánya volt Caj Ven-csi (Cai Wenji), a Han-dinasztia korának neves költőnője és zenésze.
Eleinte főleg zenét tanult. Tehetsége láttán többször is hívták az udvarba, de ő eleinte kitért ez elől. Később mégis magas hivatali állást fogadott el, a császári archívum őre, a klasszikus szövegek gondozója lett. 175-ben több tudós-társával együtt javasolta, hogy az áldatlan értelmezési viták és hamisítások elkerülésére véssék kőbe a rendelkezésre álló klasszikus szövegeket. A nagy munka 183-ra készült el Lojang (Loyang)ban.
Politikailag következetesen bírálta az eunuchok klikkjének túlnyomó befolyását az udvarban. 178-ban az intrikák következtében kegyvesztett lett és száműzték az északi határra, de hamarosan sikerült visszatérnie délre, és tizenkét évet vidéken töltött. Tung Cso (Dong Zhuo) főminiszter 189-ben, a hatalomra jutása után ragaszkodott a visszatéréséhez a fővárosba, ahol magas hivatalokkal és kitüntetésekkel halmozta el. A főminisztert azonban három év múlva meggyilkolták, és Caj Jung (Cai Yong) is börtönbe került, ahol hamarosan meghalt.
A kor szellemének megfelelően sokféle tudománnyal és művészeti ággal foglalkozott, de a legnagyobb hírnévre mint kalligráfus tett szert. Ő volt a kínai portréfestés egyik első mestere is. Munkái, írásai a halálát követő zűrzavaros időkben nagyrészt eltűntek, de egyik tanítványának, Vang Can (Wang Can)nak sikerült néhány fontos művét megmentenie. A későbbiekben másolatokban, gyűjteményekben maradtak fenn szövegei és más alkotásai.